# جزیره ارگ
جزیره ارگ در اروندرود از جزیره‌های کوچک درون شهر آبادان است.